# Ina (Saitama)
Ina (伊奈町 Ina-machi?) es un pueblo en la prefectura de Saitama, Japón, localizado en el centro-este de la isla de Honshū, en la región de Kantō. El 1 de marzo de 2021 tenía una población estimada de 45 065 habitantes y una densidad de población de 3047 personas por km².

## Geografía
Ina está localizado en el centro-este de la prefectura de Saitama. Al estar ubicado en la llanura de Kantō es completamente plano y no tiene montañas. El Tōhoku Shinkansen atraviesa la parte sur y el Joetsu Shinkansen el centro y  norte. Limita con las ciudades de Ageo y Okegawa y Hasuda.

## Historia
A principios del período Edo, Ina fue la capital del efímero dominio Komuro (1590-1619) fundado por Ina Tadatsugu bajo el shogunato Tokugawa. Posteriormente se gobernó como territorio hatamoto.
Las villas de Komuro y Kobari se crearon en el distrito de Kitaadachi el 1 de abril de 1889. Se fusionaron el 15 de julio de 1943 para formar la villa de Ina y fue elevada al estatus de pueblo el 1 de noviembre de 1970.

## Demografía
Según los datos del censo japonés, la población de Ina ha crecido rápidamente en los últimos 50 años.
| Gráfica de evolución demográfica de Ina entre 1940 y 2015 |
|                                                           |
| Oficina de Estadística de Japón                           |